# HBX
HBX (от англ. High Blast Explosive) — семейство бинарных взрывчатых веществ, в состав которых входит гексоген, тринитротолуол, порошкообразный алюминий и воск D-2 с хлоридом кальция. Используется для снаряжения боевых частей ракет, торпед, мин, глубинных бомб.
Разработан во время Второй Мировой Войны как модификация Torpex с меньшей чувствительностью.
Недостаток HBX: при хранении выделяют газ. Добавление хлорида кальция снижает влажность и скорость выделения газа.
Три варианта HBX: HBX-1, HBX-3, H-6.